# Památník Kragujevacký říjen
Památník Kragujevacký říjen (srbsky Споменик Крагујевачки октобар), též známý jako Vzpomínkový park Šumarice (srbsky Меморијални парк Шумарице), je brutalistní památník připomínající události druhé světové války v blízkosti Kragujevace v Srbsku. Stojí poblíž místa, kde bylo dne 21. října 1941 německými okupačními silami popraveno přibližně 2800 mužů a chlapců při Kragujevackém masakru. Mezi mrtvými byly i stovky středoškolských studentů. Na místě masakru se nachází Muzeum 21. října, které navrhl architekt Ivan Antić.
Mezi stavby ve vzpomínkovém parku patří např. památník zavražděným školákům a jejich učitelům (památník "Přerušený let") od sochaře Miodraga Živkoviće. Ten je ikonický pro celý areál a připomíná zastřelené studenty a učitele. Mezi další patří např. "Památník bolesti a vzdoru" od sochaře Anteho Gržetiće, památník "Sto za jednoho" od Nadora Glida (připomínající německou výhrůžku 100 mrtvých Srbů za jednoho Němce), dále "Odpor a svoboda" a památník "Křišťálový květ" od architekta Nebojši Delji. V areálu se nachází také pomník Slovákům padlým v první světové válce a starý vojenský hřbitov z první světové války.
Od roku 1979 má areál památkovou ochranu jako místo výjimečného národního významu.